# Parachute (Colorado)
Parachute ist eine sog. Statutory Town im Garfield County im US-Bundesstaat Colorado. 
Der Name der Stadt geht nach einer Notiz von 1879 auf einen Bachlauf, der sich in der Form eines Fallschirms darstellt, zurück. Später diente das indianische Wort Pahchouc für Zwillinge als Erklärung. 1908 wurde der Ortsname in Anlehnung an den nahegelegenen Grand Valley des Colorado River geändert, vermutlich, um von Touristenströmen zu profitieren. In den 1980ern erhielt der Ort seinen ursprünglichen Namen zurück.

## Persönlichkeiten
- Willard Libby (1908–1980), Chemienobelpreisträger